# 역사의 축
역사의 축(프랑스어: Axe historique)은 프랑스 파리의 중심부에서 도시 북서쪽으로 뻗어 있는 직선으로 정렬된 일련의 도로와 그 일대의 광장, 기념물 및 건물을 의미한다. 승리의 길(프랑스어: Voie Triomphale)로도 알려져 있다.

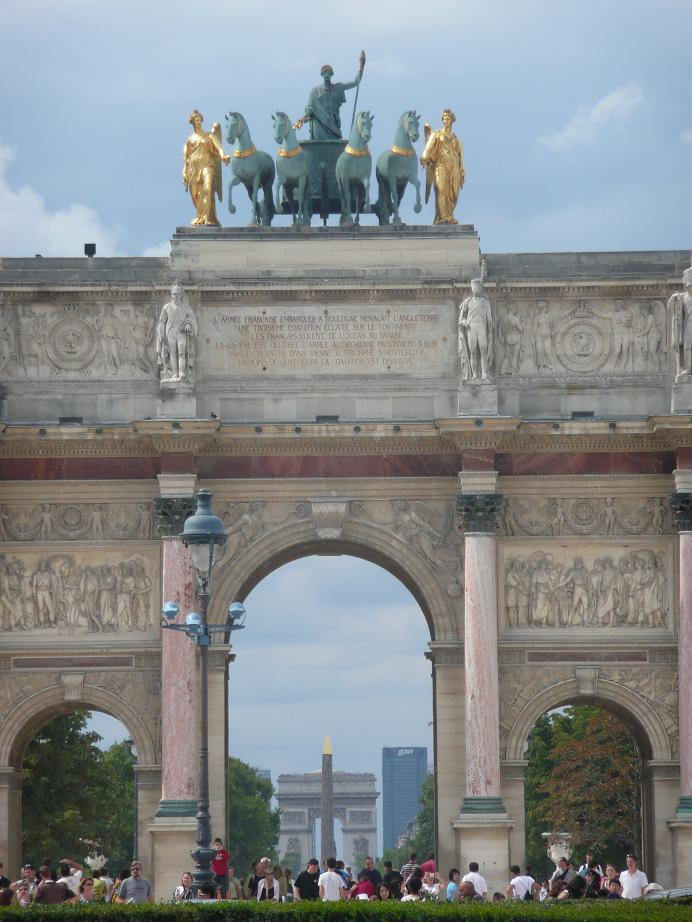
카루젤 광장에 위치한 카루젤 개선문의 아치를 통해 바라본 콩코르드 광장의 오벨리스크, 에투알 개선문, 라데팡스의 현대식 건물

일반적으로 역사의 축은 동쪽의 루브르 박물관과 루브르 피라미드부터 서쪽의 라데팡스의 신개선문(Grande Arche)까지로 본다.

## 역사
역사의 축은 17세기에 서쪽으로 시야를 확보하고 정원의 중심축을 튀일리 궁전까지 확장하기 위해 설계된 샹젤리제 거리를 만들면서 시작되었다. 오늘날 튀일리 정원은 넓은 중앙 통로를 그대로 보존하고 있지만 튀일리 궁전은 1871년 파리 코뮌 동안 방화로 소실되었다.
루이 15세 통치 초기까지 튀일리 정원과 샹젤리제 거리 사이에는 루이 15세 광장이라고 불리었던 콩코르드 광장 부지에 수많은 건물들이 뒤섞여 있었다. 그러면서 정원 축이 웅장한 관문을 통해 새로운 왕실 광장으로 열릴 수 있었다.
축의 동쪽으로는 튀일리 궁전이 카루젤 광장과 마주보고 있었다. 나폴레옹의 명령에 따라 카루젤 개선문은 궁전의 중심에 지어졌으며 이로써 궁전 너머로 뻗어 나가는 축과 같은 선상에 위치하게 되었다. 폐쇄된 궁전이었던 루브르 궁전과 튀일리 궁전을 연결하기 위해 중간에 있는 건물을 철거하려는 오랜 계획이 마침내 19세기 초에 실현되었다. 루브르 박물관의 안뜰에서 뻗어나온 오래된 축은 현재 역사의 축의 나머지 부분에 비해 약간 치우쳐 있지만, 두 축의 사이에 서있는 카루젤 개선문은 이러한 불연속성이 눈에 띄지 않도록 한다.
서쪽으로는 1836년 샹젤리제 거리의 서쪽 끝에 있는 샤를 드골 광장에 에투알 개선문이 완공되면서 축의 끝이 형성되었으며, 현재 역사의 축은 동쪽의 루브르 박물관의 나폴레옹 광장에 있는 루브르 피라미드 옆 I. M. 페이가 세운 루이 14세의 승마 동상에서 시작된다.
이 축은 다시 서쪽으로 연장되어 그랑드 아르메 거리를 따라 파리의 경계를 지나 라데팡스까지 이어졌다. 라데팡스는 원래 보불전쟁에서 파리를 방어한 것을 기념하는 동상의 이름을 딴 큰 교차로였다.
1950년대에 라데방스 주변 지역은 새로운 상업 지구로 지정되었고, 거리를 따라 고층 사무실 빌딩이 지어졌다. 이 축은 현대 광장의 서쪽 끝의 야심찬 프로젝트로 인해 다시 한 번 확장되었다.
1980년대 프랑수아 미테랑 대통령 시절에야 개선문을 20세기 현대 버전으로 짓는 프로젝트가 시작되었다. 이는 덴마크 건축가 요한 오토 폰 슈프레켈센이 설계하여 1989년에 개관한 신개선문으로, 군사적 승리라기보다는 인류와 인도주의적 이상을 기리는 기념물이다.
라데팡스의 고가 광장 아래에 철도 노선과 도로 터널이 늘어서 있어서 아치를 지탱하는 신개선문의 기둥이 축과 정확히 일직선상에 있을 수 없었다. 선을 약간 벗어나 서쪽으로 더 확장하면 축이 구부러지게 된다. 신개선문의 지붕에서 두 번째 축을 볼 수 있는데, 에펠탑 뒤의 몽파르나스 타워도 보인다. '센-아르슈 프로젝트'(Seine-Arche project)는 낭테르시를 통과하여 역사적 축을 서쪽으로 더 확장하는 프로젝트지만, 약간 휘어져 있다.

## 갤러리

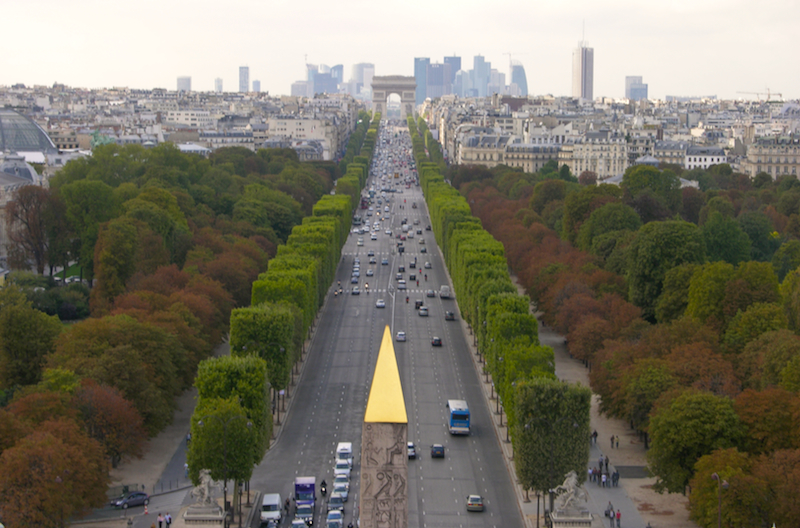
콩코르드 광장에서 서쪽으로 바라본 역사의 축
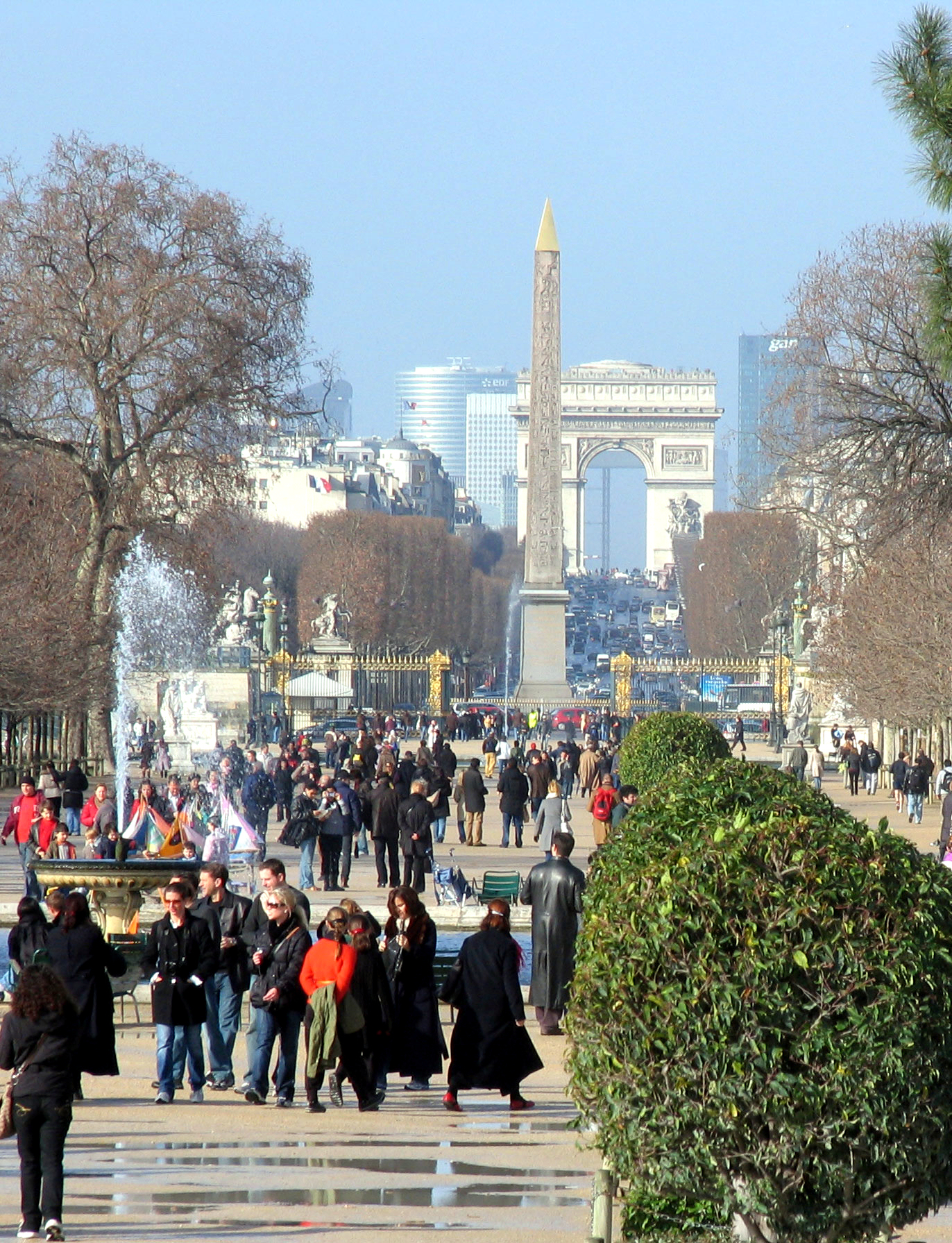
튀일리 정원에서 본 역사의 축
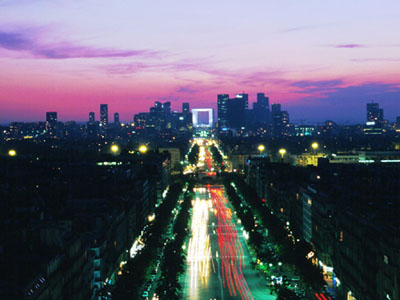
역사의 축을 따라 에투알 개선문에서 바라본 신개선문
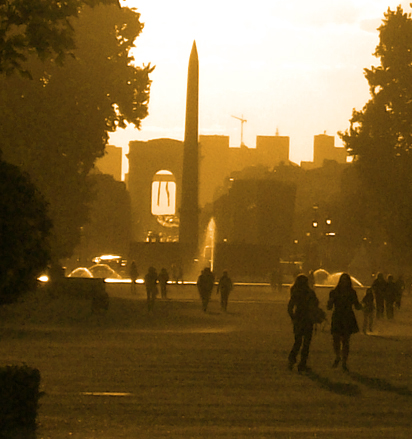
튀일리에서 바라본 콩코르드 광장의 오벨리스크와 에투알 개선문
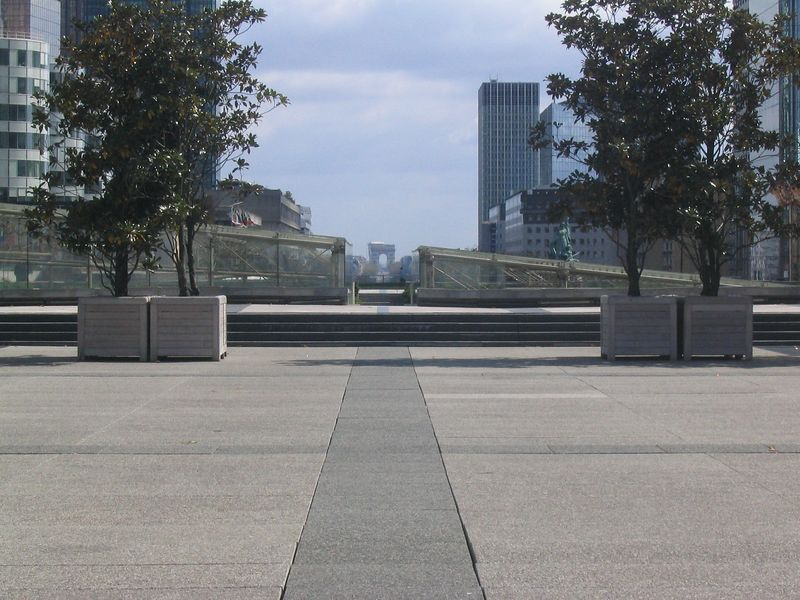
라데팡스에서 보이는 5km(3마일) 거리의 에투알 개선문을 통해 축이 얼마나 정확하게 정렬되어 있는지 확인할 수 있다.
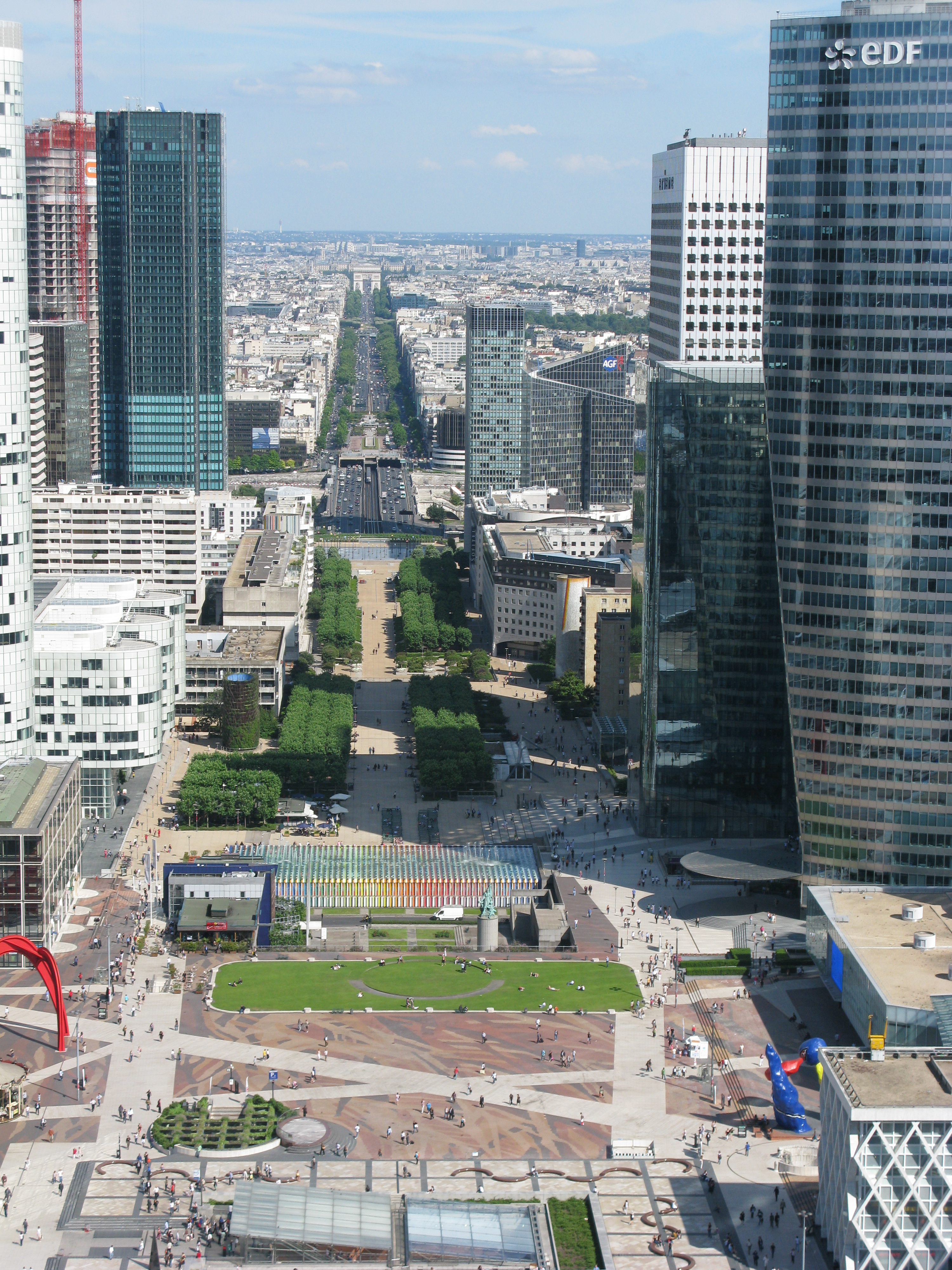
신개선문의 지붕에서 라 데팡스의 고층 빌딩을 지나 내려다 본 역사의 축.